# Adauto Aurélio de Miranda Henriques
Adauto Aurélio de Miranda Henriques↑  (Areia, 30 de agosto de 1855 — João Pessoa, 15 de agosto de 1935) foi um bispo e arcebispo brasileiro.

## Biografia
Membro da família luso-brasileira Miranda Henriques, D. Adaucto era filho do Cel. Idelfonsiano Clímaco Clodoveu de Miranda Henriques, Senhor dos engenhos Buraco e Fundão, em Areia, e da sua mulher D. Laurinda Esmeralda de Sá e Mello (cf. "Dom Adauto", do Pe. Francisco Lima). Pela via paterna, foi um seu trisavô o Capitão-mor Francisco Xavier de Miranda Henriques, sr., o Velho ou o Honestíssimo, moço-fidalgo da Casa Real, cavaleiro professo na Ordem de Cristo, sócio supranumerário da Academia dos Renascidos de Salvador (1759), capitão-mor e governador do Rio Grande do Norte, do Ceará e da Paraíba, consecutivamente, no Séc. XVIII.
Quando criança, estudou em sua terra natal e posteriormente em Olinda. Anos depois, transferiu-se para a Europa e lá cursou filosofia no Seminário de São Sulpício, em Issy-les-Moulineaux, Paris, e teologia, na Pontifícia Universidade Gregoriana, em Roma, doutorando-se em Direito Canônico.
A 18 de setembro de 1880, foi ordenado sacerdote em Loreto, na Itália. De volta ao Brasil exerceu as funções de diretor espiritual e professor no Seminário de Olinda (Filosofia, Francês e Direito Canônico), capelão do Orfanato de Santa Tereza e cônego eleito da Sé, de 1881 a 1893. Foi o primeiro bispo da diocese da Paraíba, criada pelo papa Leão XIII em 1892, por nomeação episcopal em Roma, a 2 de janeiro de 1894, e ordenação a 7 do mesmo mês; como também foi o seu primeiro arcebispo (14 de julho de 1914). Dirigiu a arquidiocese com pulso firme e polêmicas, notabilizando-se pelas pastorais em que condenava o liberalismo, o ateísmo, o socialismo, a maçonaria, o comunismo, a emancipação da mulher e o relaxamento de costumes trazido pelo urbanismo e a industrialização.
Fundou treze colégios, erigiu dezenove novas paróquias, realizou quase duzentas visitas pastorais, ordenou 140 padres, numa administração que trabalhava e fazia trabalhar. Fundou em João Pessoa o Seminário Arquidiocesano, o Colégio Pio X e, antes, em 1897, o semanário A Imprensa, edificando ainda, na praça que hoje lhe tem o nome, o Palácio do Bispo, sede da arquidiocese.
Em 1930 o arcebispo manteve uma longa contenda com o presidente do estado, João Pessoa, em razão da preexistência do registro e casamento civis, por este defendido.
O religiosos tinha como lema: “Iter para Tutum” (Prepara o caminho seguro).

## Nota
- ↑ Pela grafia antiga, D. Adaucto Aurélio de Miranda Henriques.